# Carlos García (Fußballspieler, 1902)
Carlos Horacio Raimundo García Tello (* 23. Januar 1902; † 4. September 1988) war ein chilenischer Fußballspieler. Der Stürmer absolvierte drei Länderspiele für Chile. 

## Karriere

### Verein
Auf Vereinsebene spielte 1926 Carlos García für Everton.

### Nationalmannschaft
Carlos García debütierte für die Nationalmannschaft beim Campeonato Sudamericano 1926 in Chile beim 7:1-Erfolg gegen Bolivien. Dies war der erste Länderspielsieg in der Geschichte des Andenstaats. Bei der Südamerikameisterschaft absolvierte der Offensivakteur ein weiteres Spiel für die La Roja. Chile belegte mit zwei Siegen, einem Unentschieden und einer Niederlage mit dem dritten Platz die bislang beste Platzierung bei einer Südamerikameisterschaft. Im Dezember 1927 bestritt García beim Freundschaftsspiel gegen Uruguay sein drittes und zugleich letztes Länderspiel.